# Royal Mail
Royal Mail plc (LSE: RMG
) er en postvirksomhed fra Storbritannien. Royal Mails historie begyndte i 1516 og har siden udviklet sig til Storbritanniens postvæsen. Virksomhedens datterselskab Royal Mail Group Limited driver mærkerne Royal Mail (breve) og Parcelforce Worldwide (pakker). General Logistics Systems, en international logistikvirksomhed, er et 100 % ejet datterselskab til Royal Mail Group. I 2012 var virksomhedens omsætning på 9,146 mia. britiske pund og der var ca. 150.000 medarbejdere.[kilde mangler]
Virksomheden er ansvarlig for den generelle postafhentning og postomdeling i Storbritannien. Breve postes i postkasser, indleveret på posthuse eller afhentes i større skala fra erhvervsdrivende. Omdeling foretages mindst en gang dagligt udtagen på søndage og på bankernes feriedage med ens takst til alle destinationer i Storbritannien. A-post leveres generelt på den næste hverdag overalt i i nationen.
Gennem det meste af historien har Royal Mail været en offentlig service, drevet som et ministerium eller en offentligt ejet virksomhed. Tiltrods for dette blev det i Postal Services Act 2011, besluttet at at aktiemajoriteten i Royal Mail skulle børsnoteret 15. oktober 2013 på London Stock Exchange. Den britiske regering har fortsat en ejerandel på 38 % af aktierne i Royal Mail gennem Postal Services Holding Company plc, som er et public limited company, hvor Secretary of State for Business, Innovation and Skills ejer 50.004 almindelige aktier plus en 1 speciel aktie og hvor Treasury Solicitor ejer 1 almindelig aktie. Det samme holdingselskab er moderselskab til Post Office Ltd (som driver Storbritanniens postkontorer), der blev fraspaltet fra Royal Mail den 1. april 2012 og fortsat er statsejet.
Som reaktion på Royal Mails privatisering planlægger Communication Workers Union (CWU) at gennemføre et strejkeprogram fra 23. oktober 2013 og frem.

## Historie
Royal Mail kan datere sin historie tilbage til 1516, da Henry VIII etablerede "Master of the Posts", en post som i 1710 skiftede navn til "Postmaster General".
Ved sin kroning til tronen af England i Union of the Crowns i 1603 flyttede James VI og I sit tronsæde til London. En af de første handlinger var etableringen af en royal postservice mellem London og Edinburgh, i et forsøg på at fastholde kontrollen over Skotlands statsråd (Privy Council).
Royal Mails services blev for første gang tilgængelig for offentligheden under Charles I den 31. juli 1635, med mulighed for at betale ved modtagelsen.